# Ernő Metzner
Ernő Metzner (* 25. Februar 1892 in Szabadka, Österreich-Ungarn; † 25. September 1953 in Hollywood, Kalifornien) war ein Filmarchitekt und -regisseur.

## Leben
Nach einem Kunststudium in Budapest arbeitete er zunächst als Maler und Grafiker. 1920 kam er nach Deutschland und begann in Berlin seine Tätigkeit für den Film. Als Filmarchitekt und Szenenbildner war er für die Ausstattung von Produktionen bekannter Regisseure wie Ernst Lubitsch (Sumurun, Das Weib des Pharao), Robert Wiene (I.N.R.I.) und Karl Grune (Arabella) (mit)verantwortlich. Ab Geheimnisse einer Seele (1926) entwickelte sich eine bis in die 1930er Jahre andauernde, enge Zusammenarbeit mit Georg Wilhelm Pabst. Metzner war Filmarchitekt aller wichtigen Pabst-Filme dieser Zeit. Für den Film Kameradschaft (1931) ließ Metzner realistisch wirkende Bergwerksstollen im Studio bauen.
1928 begann Ernő Metzner selbst Regie zu führen. Seine ersten Filme sind kurze Dokumentarfilme, die von der SPD produziert wurden. Weitere Arbeiten aus dem Jahr 1928, darunter der Film Hotelgeheimnisse (gemeinsam mit Friedrich Fehér) wurden von der Derussa (Deutsch-Russische Film-Allianz) vertrieben.
Der künstlerische Höhepunkt Metzners eigener Filmregieen ist der ebenfalls 1928 entstandenen experimentelle Kurzspielfilm Polizeibericht Überfall, der zu den Klassikern der deutschen und internationalen Filmavantgarde zählt. Der Film mit nur einem Zwischentitel wurde 1929 von der Filmprüfstelle als „brutalisierend und demoralisierend“ verboten, die Beschwerde der Produzenten gegen diese Entscheidung von der Oberprüfstelle zurückgewiesen. Neben der Regie schrieb Metzner gemeinsam mit seiner Frau Grace Chiang auch das Drehbuch. Filmhistorikern gilt der Film wegen der Verknüpfung avantgardistischer Stilmittel (Zerrbilder) und filmischem Realismus als bedeutsam. Als Experimentalfilm steht er in einer Reihe mit dem im selben Jahr entstandenen Buñuel-Film Ein andalusischer Hund.
1933 emigrierte Metzner über Frankreich nach England, wo er 1935/36 wieder gemeinsam mit Feher den künstlerisch ambitionierten Film Räubersymphonie schuf. 1936 ging Metzner mit seiner Familie in die USA, konnte dort aber nur gelegentlich Arbeit als Szenenbildner beim Film finden.

## Filmografie
- 1920: Sumurun – Bauten
- 1921: Die Verschwörung zu Genua – Kostüme
- 1921: Der Stier von Olivera – Kostüme
- 1922: Das Weib des Pharao – Kostüme
- 1922: Don Juan - Vera-Filmwerke – Kostüme
- 1922: Fridericus Rex – Bauten
- 1922: Salome – Bauten
- 1923: Alt-Heidelberg – Bauten
- 1923: I.N.R.I. – Bauten, Kostüme
- 1923: Schlagende Wetter – Kostüme
- 1924: Arabella, der Roman eines Pferdes – Kostüme
- 1925: Ein Sommernachtstraum – Bauten, Kostüme
- 1926: Der Leibgardist (Der Gardeoffizier) - Bauten
- 1926: Geheimnisse einer Seele – Bauten
- 1927: Am Anfang war das Wort – Regie (Dokumentarfilm im Auftrag der SPD)
- 1927: Naftalin – Regie
- 1928: Freie Fahrt – Regie (Dokumentarfilm im Auftrag der SPD)
- 1928: Man steigt nach – Regie
- 1928: Mikosch rückt ein
- 1928: Polizeibericht Überfall – Regie, Drehbuch
- 1928: Dein Schicksal – Regie
- 1928: Hotelgeheimnisse – Bauten
- 1929: Tagebuch einer Verlorenen – Bauten
- 1929: Die weiße Hölle vom Piz Palü – Ausstattung
- 1930: Westfront 1918 – Bauten
- 1930: Rivalen im Weltrekord – Regie, Drehbuch, Bauten
- 1931: Kameradschaft – Bauten
- 1932: L'Atlantide/Die Herrin von Atlantis – Bauten
- 1932: Monsieur, Madame et Bibi – Bauten
- 1933: Der Läufer von Marathon - Bauten
- 1933: Du haut en bas – Bauten
- 1934: Princess Charming – Bauten
- 1934: Chu-Chin-Chow – Bauten
- 1935: Oh, Daddy! – Bauten
- 1935: The Tunnel – Bauten
- 1936: Räubersymphonie (The Robber Symphony) – Bauten
- 1936: Seven Sinners – Bauten
- 1937: O.H.M.S. – Bauten
- 1941: Die Unvollendete (New Wine) – Bauten
- 1944: Es geschah morgen (It Happened Tomorrow) – Bauten
- 1947: Die Affäre Macomber (The Macomber Affair) – Bauten